# مايكون دوغلاس
مايكون دوغلاس (بالبرتغالية: Maycon Douglas Oliveira Silva‏) هو لاعب كرة قدم برازيلي، ولد في 27 أغسطس 1996 في نوفا فريبورغو في البرازيل.

## وصلات خارجية
- مايكون دوغلاس على موقع قاعدة بيانات كرة القدم.إي يو (الإنجليزية)
- مايكون دوغلاس على موقع Soccerway.com (الإنجليزية)